# خوان سدریک
خوان سدریک (انگلیسی: Juan Cedrés; ۱۵ اوت ۱۹۲۷ – ۳ آوریل ۱۹۷۹) بازیکن فوتبال اهل اسپانیا بود.
از باشگاه‌هایی که در آن بازی کرده‌است می‌توان به باشگاه فوتبال لاس پالماس، باشگاه فوتبال ایبار، و باشگاه فوتبال رئال مادرید اشاره کرد.